# Bonne foi en droit de la presse français
La bonne foi du journaliste et de son directeur de la publication est l'un des critères juridiques généralement retenus par la jurisprudence de la Loi sur la liberté de la presse du 29 juillet 1881, concernant la diffamation en droit français, au même titre que l'exception de vérité.
Dans un arrêt significatif rendu le 6 juin 2007, la cour d'appel de Paris rappelle que l'auteur de la diffamation peut s'exonérer de sa responsabilité en apportant la preuve des imputations alléguées ou en démontrant sa « bonne foi », en précisant que « quatre éléments doivent être réunis pour que [son] bénéfice [...] puisse être reconnu au prévenu : la légitimité du but poursuivi, l’absence d’animosité personnelle, la prudence et la mesure dans l’expression, ainsi que la qualité de l’enquête ».  
L'exception de vérité concerne la preuve des faits rapportés, souvent difficile à produire, notamment si les faits concernent la vie privée ou un acte répréhensible non encore condamné au moment de l'allégation. 

## Quatre critères
L'exception de bonne foi ne suppose pas la preuve de la vérité des faits, mais quatre critères, qui vont normalement ensemble :
- les propos doivent être mesurés et prudents ;
- ils doivent s'accompagner de l’absence d’animosité personnelle ;
- ils doivent poursuivre un but légitime ;
- ils doivent s'accompagner de la qualité de l’enquête.

La bonne foi s'applique même lorsque le journaliste et son directeur de la publication rapportent des éléments faux ou non démontrés, sans avoir eu connaissance d'éventuels démentis. Le fait qu'ils aient pu avoir connaissance d'un démenti les prive en général de la présomption de bonne foi, sauf si le démenti est trop tardif.
Le caractère «mesuré et prudent» des propos peut parfois être mis de côté, en particulier s'il s'agit de controverses sociales et politiques, et y compris lorsque les propos impliquent une personne privée (cas d'une affaire jugée en cassation le 16 février 1994 et opposant l'homme d'affaires Giancarlo Paretti au député François d'Aubert ) ; des années 1970 au milieu des années 1990, on considérait en effet qu'il fallait que la controverse porte sur « les opinions et les doctrines relatives au rôle et au fonctionnement des institutions fondamentales de l'Etat », et ce depuis une affaire ayant opposé le ministre Jean Foyer au Syndicat de la magistrature .

## Juge spécialisé
Comme il faut que le journaliste ait fait preuve d'un minimum d'enquête, la démarche est appréciée par une chambre spécialisée dans les affaires de presse, la 17e chambre du Tribunal de grande instance de Paris. Cette jurisprudence protège le journaliste qui tomberait sans le savoir dans un piège tendu par une personne souhaitant ensuite l'attaquer en diffamation, à condition que son enquête soit jugée sérieuse.
« Si les imputations diffamatoires sont réputées faites dans l’intention de nuire, le prévenu peut cependant justifier de sa bonne foi et doit, à cette fin, établir qu’il poursuivait, en diffusant les propos incriminés, un but légitime exclusif de toute animosité personnelle, qu’il a conservé dans l’expression une suffisante prudence et qu’il avait en sa possession des éléments lui permettant de s’exprimer comme il l’a fait », est il par exemple indiqué dans un jugement de la 17e chambre, ou Chambre de la Presse du Tribunal de grande instance de Paris, datant du 17 mars 2006, dans une affaire opposant la mairie de Puteaux à Christophe G., directeur de la publication du site internet accessible à l’adresse www.monputeaux.com.
Selon un avocat spécialisé en droit de la presse, c'est parce qu’elle est de nature pénale que la loi sur la liberté de la presse du 29 juillet 1881 est protectrice de la liberté de la presse. Elle offre en effet les garanties de la procédure pénale : prévisibilité et interprétation stricte de l’infraction de presse, oralité des débats, audition des témoins, primauté des droits de la défense, qui permet à celle-ci de faire valoir sa bonne foi et de prouver que le journal qui a mené une enquête sérieuse ne doit pas être sanctionné trop lourdement, même si le plaignant prouve de son côté que les faits rapportés dans le reportage ne s'avèrent pas tout à fait exacts. 
Même en cas d'enquête sérieuse, la manifestation d'une éventuelle animosité personnelle trop évidente prive en général le défendeur de la présomption de bonne foi. Ce critère d'« absence d'animosité personnelle » se retrouve dans la plupart des jugements concernant la diffamation en droit français.
Ce critère d'animosité personnelle est également apprécié dans un autre domaine, selon le site internet du ministère de la Justice, celui de la « Liberté de parole des avocats et ses limites ».

## Extension à d'autres pays
Les arrêts de la cour de justice de l'union européenne vont dans le sens d'une jurisprudence assez proche du droit français de la presse, qui s'efforce de protéger à la fois la liberté de la presse, en particulier la liberté d'enquêter, et la protection des personnes mises en cause, en affirmant que l’article 10 de la Convention européenne des droits de l'homme laisse aux journalistes le soin de reproduire le support de leurs informations pour en asseoir la crédibilité », et que cet article protège leur droit à la liberté d’expression « dès lors qu’ils s’expriment de bonne foi, sur des faits exacts et fournissent des informations fiables et précises dans le respect de l’éthique journalistique ».